# BMW M5 (E60/E61)
La BMW M5 E60 et E61 est une automobile sportive produite par le constructeur allemand BMW. Lancée deux ans après l'arrêt de la production de la précédente génération, la E39, cette nouvelle M5 constitue le nouveau fer de lance de la Série 5. De la même manière que la E39 avait abandonné le six cylindres en ligne au profit d'un V8, cette nouvelle génération – baptisée E60 en version berline et E61 en version break Touring – délaisse le V8 pour un V10 de competition

## Motorisation

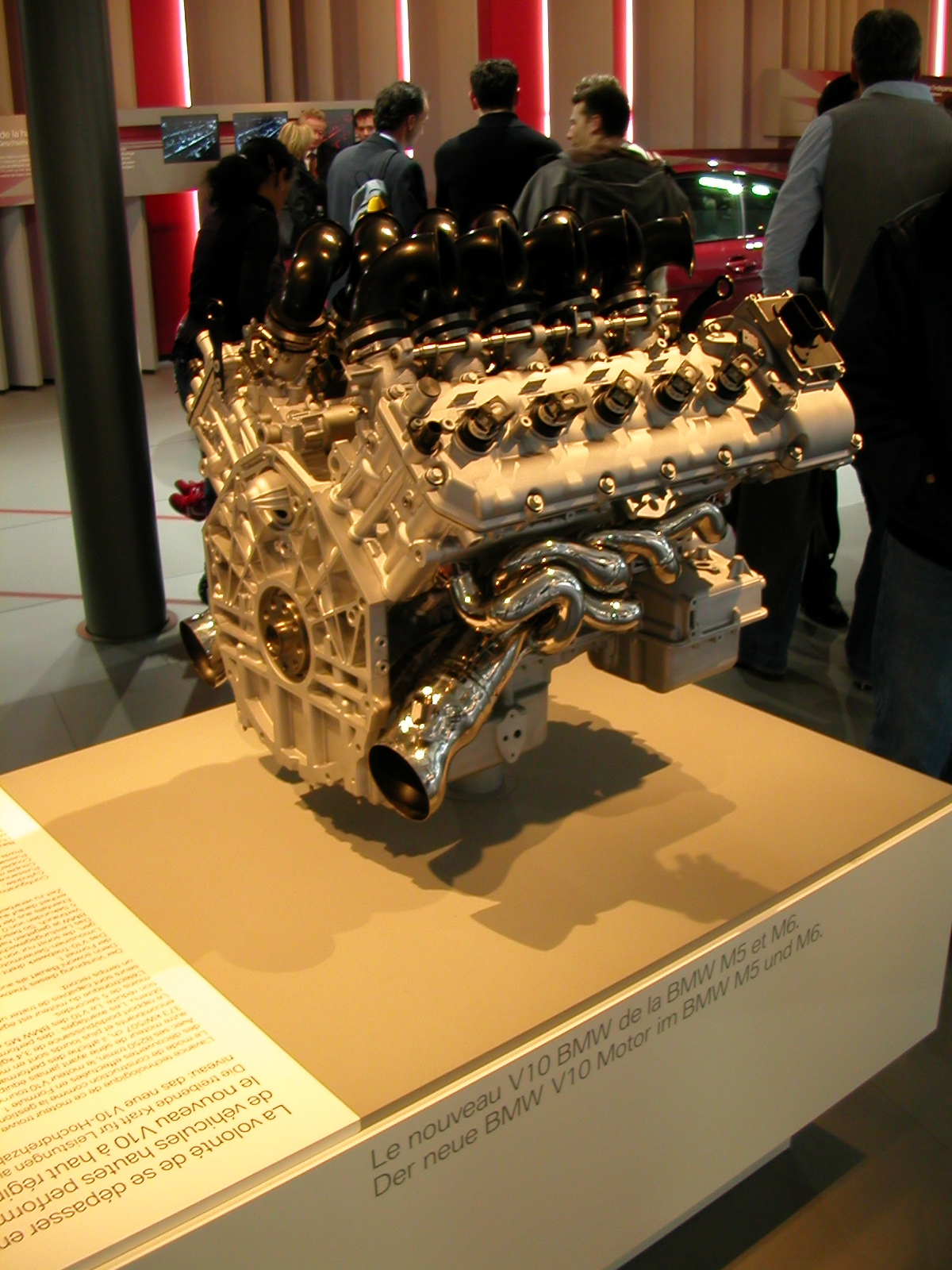
Le moteur V10 de la M5.

Comme toutes les productions de la division Motorsport de BMW, la nouvelle M5 se distingue essentiellement de la Série 5 dont elle est issue par son moteur. Celui-ci compte désormais dix cylindres, pour une cylindrée 1,2 % supérieure au V8 de sa devancière : 4 999 cm3 au lieu de 4 941. Le choix de cette motorisation provient de la volonté de BMW de souligner son engagement en Formule 1, discipline dans laquelle la seule motorisation autorisée à l'époque est le V10 atmosphérique ; le moteur de la M5 est ainsi très fortement semblable à celui de la BMW-Sauber engagée en course. Toutefois, si l'héritage technologique avec la F1 est clairement identifiable, dire que le V10 de la M5 dérive directement de celui utilisé en compétition est exagéré.
Malgré le faible écart de cylindrée par rapport au V8 de la E39, le nouveau V10 (appelé S85) a une puissance de plus de 500 chevaux, 20 % de plus que son prédécesseur. Cette amélioration s'est faite sans suralimentation afin de maintenir la filiation avec le moteur de course, mais en augmentant du régime de rotation jusqu'à 8 250 tr/min, contre 7 000 au maximum pour le V8. De fait, le rendement passe de 80,9 à 101,4 chevaux par litre de cylindrée.
Cependant, alors que le V8 de la E39 disposait de 51 m kg de couple dès 3 800 tr/min, les 53 m kg du V10 ne sont disponibles qu'à plus de 6 000 tr/min. À l'usage, cette différence se ressent clairement : alors que le V8 fait preuve de beaucoup de punch à bas et moyen régimes, le V10 demande à aller chercher sa puissance dans les tours pour exprimer son potentiel.

## Caractéristiques techniques
|                              | M5 Berline                                                | M5 Touring                                                |
| Moteur                       | V10 à 90°                                                 | V10 à 90°                                                 |
| Alimentation                 | Atmosphérique                                             | Atmosphérique                                             |
| Cylindrée                    | 4 999 cm3                                                 | 4 999 cm3                                                 |
| Puissance maxi               | 507 ch (373 kW) à 7 750 tr/min                            | 507 ch (373 kW) à 7 750 tr/min                            |
| Couple maxi                  | 520 Nm à 6 100 tr/min                                     | 520 Nm à 6 100 tr/min                                     |
| Régime max                   | 8 250 tr/min                                              | 8 250 tr/min                                              |
| Norme environnementale       | Euro 3 et 4                                               | Euro 3 et 4                                               |
| Transmission                 | Propulsion                                                | Propulsion                                                |
| Boite de vitesses            | Mécanique robotisée à sept rapports Manuelle six rapports | Mécanique robotisée à sept rapports Manuelle six rapports |
| Vitesse maxi                 | 330 km/h                                                  | 330 km/h                                                  |
| 0–100 km/h (en s)            | 4,7                                                       | 4,8                                                       |
| Consommations (en L/100 km)  | 14,8                                                      | 15,0                                                      |
| Émissions de CO2 (en g/km    | 357                                                       | 364                                                       |
| Capacité du réservoir (en L) | 70                                                        | 70                                                        |
| Masse à vide (en kg)         | 1 830                                                     | 1 955                                                     |

## Transmission et performances

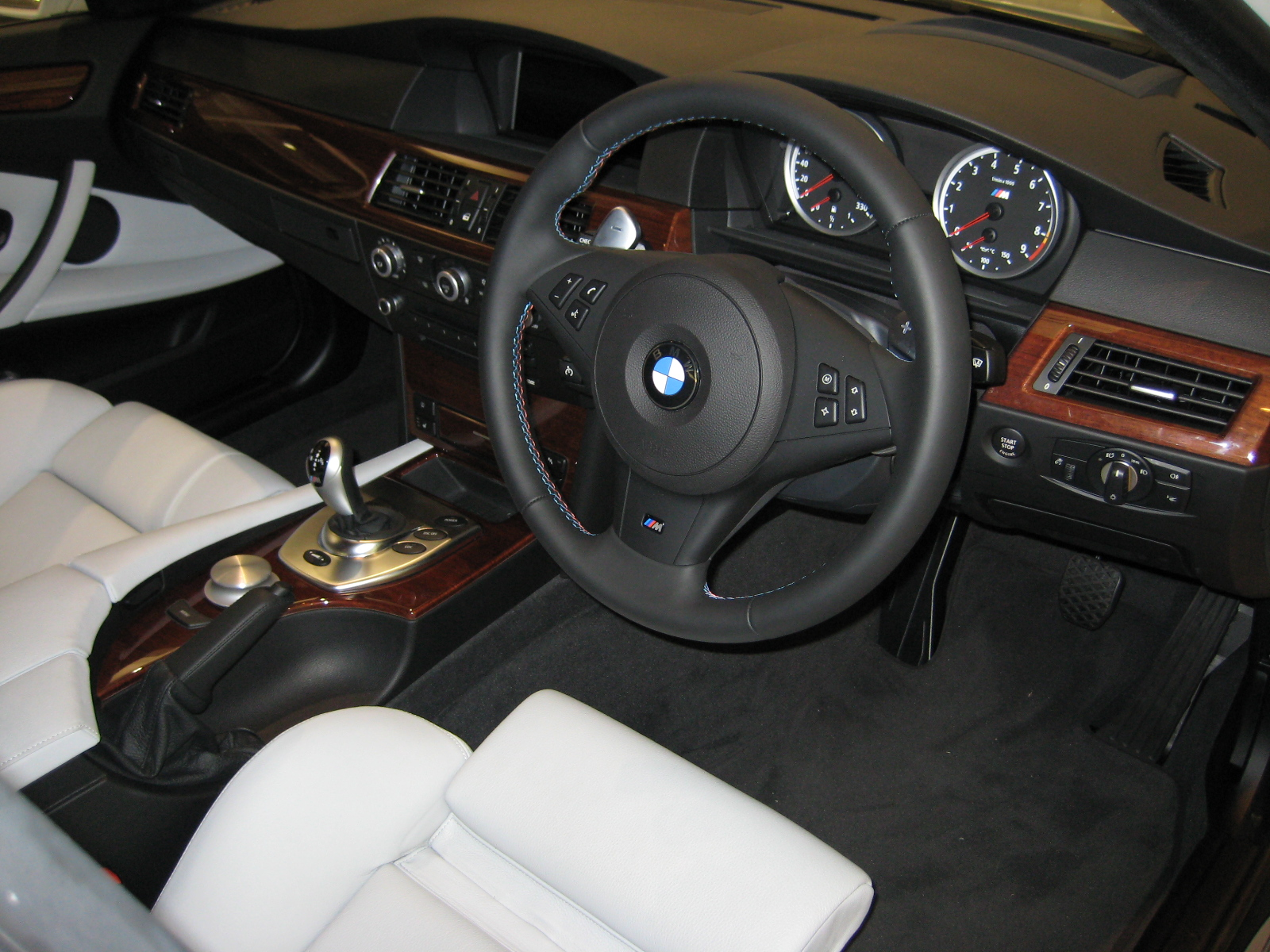
La planche de bord de la M5 E60, en version « conduite à droite ».

Outre son moteur V10, l'autre principale spécificité de la M5 E60 concerne sa boîte de vitesses. À l'image de la BMW M3, elle délaisse les traditionnelles boîtes à commande manuelle au profit d'une boîte mécanique à commande séquentielle robotisée à sept rapports ; baptisée SMG-3, elle est dérivée de la SMG-2 qui équipe la M3 E46. Toutefois, contrairement à cette dernière, la boîte SMG n'est pas une option mais est équipée de série, sans alternative possible.
Entièrement gérée électroniquement, la boîte SMG-3 propose onze programmes de fonctionnement – cinq automatiques et six manuels, allant du plus confortable au plus sportif. Un mode Launch Control, permettant de réussir des démarrages aussi rapides que possible, est également prévu. Par rapport à la SMG-2, cette nouvelle boîte permet des passages de vitesses plus rapides de 20 % ; revers de la médaille de cette vitesse d'exécution, les modes les plus sportifs s'avèrent assez brutaux, générant nombre d'à-coups peu agréables pour les passagers. Toutefois aux Etats-Unis et au Canada, il existe une version rare équipée d'une boîte de vitesses manuelle à six vitesses.
Ainsi équipée, la M5 revendique des accélérations de haut niveau. Le 0 à 100 km/h serait ainsi avalé en 4,7 s tandis que le kilomètre départ arrêté est abattu en 22,7 s. La vitesse maxi est limitée électroniquement à 250 km/h, comme de coutume chez BMW ; toutefois, compte tenu de son niveau de puissance et de son étagement de transmission – le septième et dernier rapport « tire » en théorie jusqu'à 326 km/h –, la M5 est capable d'atteindre une allure bien supérieure.

## Châssis et comportement

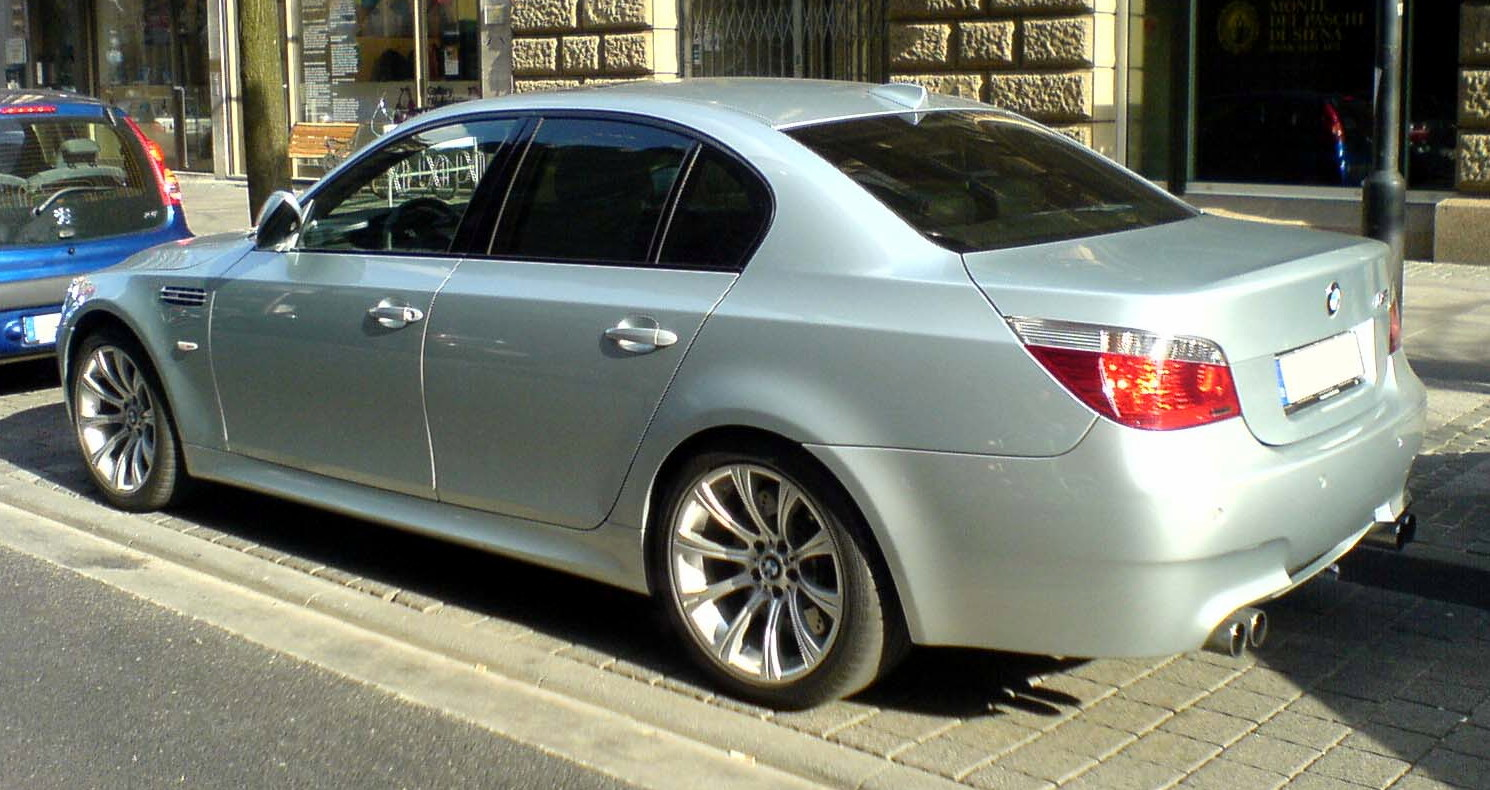
La M5 E60 en version berline, vue de trois-quarts arrière.

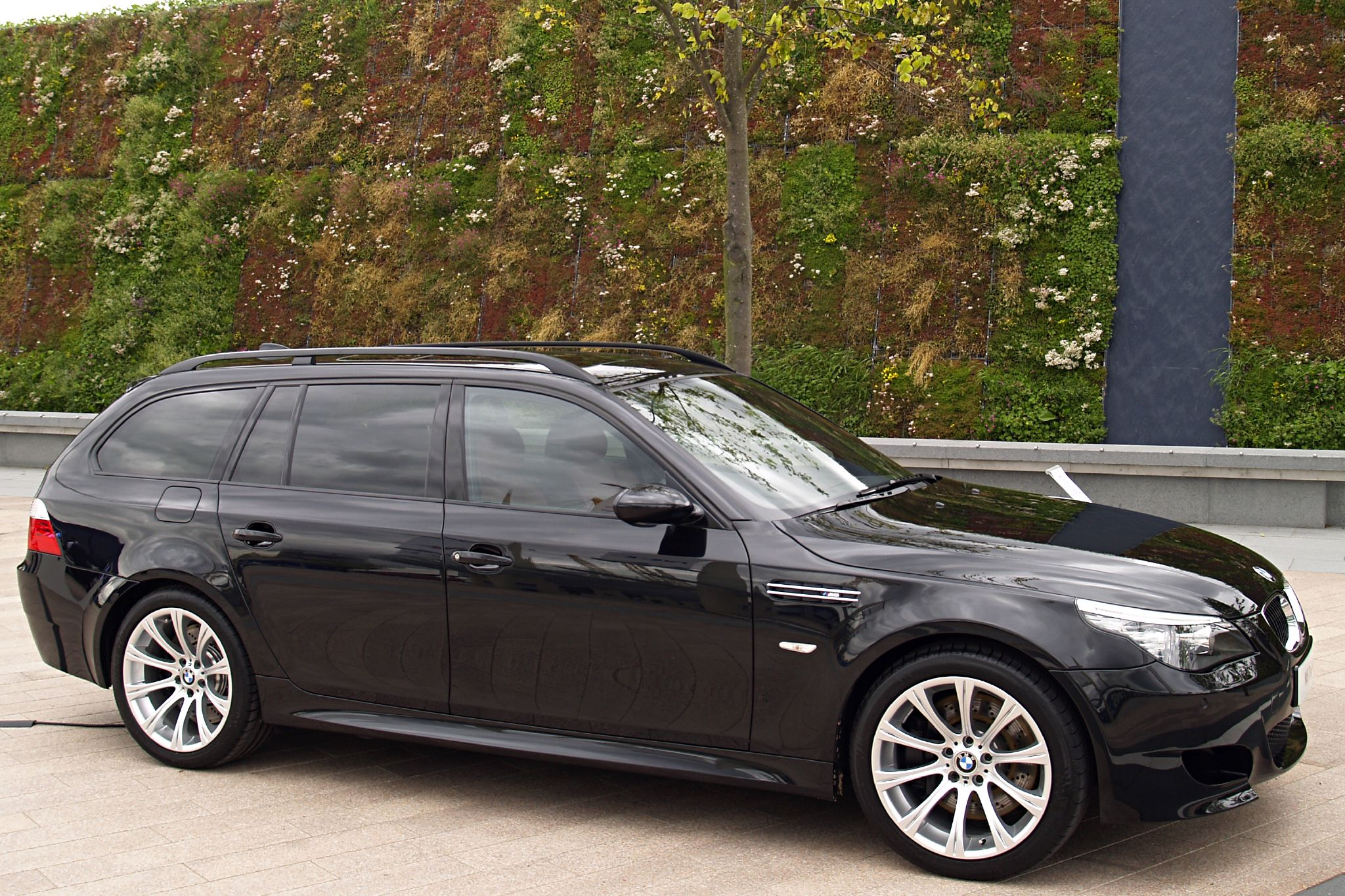
La M5 E61 en version Touring, vue de profil.

Par rapport à la Série 5 dont elle est directement issue, la M5 ne reçoit que peu de modifications. Les trains roulants – barres d'accouplement, roulements de roues, pivots – sont ainsi très légèrement revus, ainsi que le carrossage ; en outre, la M5 bénéficie de la greffe d'un pont arrière autobloquant M Variable. De ce fait, l'essentiel des perfectionnements provient de l'électronique embarquée.
La M5 rassemble en effet, outre les désormais « classiques » systèmes antipatinage et ABS, de nombreuses aides à la conduite. La boîte SMG-3 est ainsi couplée à une fonction Drivelogic qui permet d'ajuster au mieux le rapport sélectionné, tandis que la suspension variable EDC permet d'adopter trois lois d'amortissement ; la direction assistée Servotronic est elle aussi variable, et le système Mode M Dynamic permet d'ajuster les seuils d'intervention du système de contrôle de trajectoire DSC. Enfin, la puissance du moteur peut varier de 400 à 507 chevaux suivant les lois de gestion retenues.
Cette profusion électronique rend la M5 relativement facile à conduire, y compris en rythme soutenu, tout en préservant un bon niveau de confort. Toutefois, pour quiconque dispose de solides notions de pilotage, les systèmes d'aide peuvent devenir gênants car ils rendent les sensations de conduite plus diffuses, moins précises. D'une manière générale, la M5 E60 dispose de bonnes qualités dynamiques : un niveau d'adhérence élevé et une motricité ne posant pas de problème, doublées d'une stabilité qualifiée de « sans reproche ».
Enfin, le système de freinage – traditionnel point faible des BMW M – est renforcé : les disques, désormais percés, voient ainsi leur diamètre majoré par rapport à ceux de la E39 et leur refroidissement a été soigné. BMW annonce une décélération de 200 à 0 km/h en 140 mètres. Mais leur endurance semble toujours insuffisante par rapport aux capacités de mise en vitesse de l'auto.

## Production
Production  :
- ECE-spec M5 berline LHD: 6,427 produite 9/04-09/12
- ECE-spec M5 berline RHD: 3,646 produite 3/05-09/12
- US-spec M5 berline LHD: 9.491 produite 9/05-09/12
  - 19564 berlines
- ECE-spec M5 Touring LHD): 803 produite 3/07-04/10
- ECE-spec M5 Touring RHD): 222 produite 3/07-02/10
  - 1025 breaks

## Séries limitées
- "25th Anniversary Edition" (27 exemplaires) (13 LHD(8 pour l'Allemagne et 5 pour le Brésil)+11 RHD(10 pour l'Angleterre et 1 pour l'Australie) + 3 TOURING LHD (2 pour l'Allemagne et 1 pour la suisse))